# Sebastian Grigg, IV barone Altrincham
Edward Sebastian Grigg, IV barone Altrincham (18 dicembre 1965) è un politico britannico, pari ereditario della Camera dei lord e membro del Partito Conservatore.

## Biografia
Studiò all'Oriel College di Oxford e fu membro del Bullingdon Club insieme a David Cameron e Boris Johnson. Ha inoltre lavorato per Goldman Sachs.
È sposato con Rachel Kelly, autrice del libro di memorie Black Rainbow, pubblicato nel 2014.
Nel 1997 si candidò senza successo alla camera dei comuni per il collegio elettorale di Heywood e Middleton. Nel 2007 divenne capo dell'investment banking presso la Credit Suisse UK nel 2007. Nell'ottobre 2008, in qualità di membro di un team della Credit Suisse, fornì consulenza al HM Treasury sulle ricapitalizzazioni della Royal Bank of Scotland, di HBOS e di Lloyds. Attualmente è amministratore non esecutivo della The Co-operative Bank.
Lord Altrincham è stato eletto membro della Camera dei Lord nel giugno 2021 in un'elezione suppletiva di pari ereditari conservatori. Prestò giuramento il 1 luglio 2021. Ha pronunciato il suo discorso inaugurale il 13 ottobre 2021, parlando della depressione di sua moglie Rachel Kelly, del suo lavoro come banchiere, della sua candidatura al Parlamento nel 1997 e della storia della sua famiglia. Il suo erede nel baronato è il figlio maggiore Edward.